# Stefan Späni
Stefan Späni (* 17. Februar 1966 in Winterthur) ist ein Schweizer Schulleiter und ehemaliger Nordischer Kombinierer. Er nahm an den Olympischen Winterspielen 1988 in Calgary teil. 

## Sportlicher Werdegang
Späni war in der Jugend im Kunstturnen und Fussball aktiv, ehe er auf der «Bubenschanze» in Elgg seine ersten Skisprünge absolvierte. Fortan startete er für den SC Wildhaus und spezialisierte sich auf die Nordische Kombination. Späni wurde bei den Schweizer Nordischen Skimeisterschaften 1984 in Täsch Vizemeister der Junioren in der Kombination sowie Dritter im Juniorenwettkampf der Skispringer. Wenige Tage später lief Späni bei den Nordischen Junioren-Skiweltmeisterschaften 1984 in Trondheim auf den 36. Platz im Einzelrennen der Nordischen Kombination. Im Wettkampf der Spezialspringer von der Normalschanze belegte er Rang 50. Ein Jahr später erreichte er bei den Junioren-Skiweltmeisterschaften in Täsch den 32. Platz im Einzel und wurde zudem Achter in der Staffel.
Zur Saison 1985/86 ist Späni in den Schweizer A-Kader, die zweithöchste Stufe, eingeteilt worden. Er debütierte am 21. und 22. Dezember 1985 in Tarvis im Weltcup, verpasste aber mit dem 47. Platz die Punkteränge deutlich. Bei den Nordischen Junioren-Skiweltmeisterschaften 1986 in Lake Placid lief Späni auf Rang 31. In der Saison 1986/87 ging Späni mit Ausnahme des Wettkampfes in Leningrad an allen Weltcup-Wettbewerben an den Start. Am 17. Januar 1987 wurde Späni beim Rennen in Autrans Dreizehnter und gewann damit zum ersten und letzten Mal Weltcuppunkte. Im Februar 1987 nahm er an den Nordischen Skiweltmeisterschaften 1987 in Oberstdorf teil, trat dort aber nach dem Sprunglauf nicht zum Langlauf an. 
Bei den Schweizer Nordischen Skimeisterschaften 1988 in Gstaad gewann Späni hinter Andreas Schaad und Hippolyt Kempf die Bronzemedaille. Wenige Wochen später reiste er für die Olympischen Winterspielen 1988 nach Calgary. Nach dem Sprunglauf hatte er einen Rückstand von 5:32,7 Minuten auf den Führenden. Das Rennen beendete Späni nicht. Bei den Nordischen Skiweltmeisterschaften 1989 in Lahti belegte er den 41. Platz. Späni debütierte am 22. Dezember 1990 im erstmals ausgetragenen Europacup, dem Unterbau zum Weltcup. Bei dem Rennen in Chaux-Neuve wurde er Elfter. Für die Saison 1991/92 wurde Späni letztmals in den Schweizer A-Kader berufen.

## Beruflicher Werdegang
Späni absolvierte ein Sportstudium in Magglingen und machte danach eine psychologische Ausbildung. Er verfügt über ein Sportlehrer-Diplom und ein Nachdiplomstudium in Pädagogik und Sport-Management. Nach seinem Karriereende war Späni Trainer im Schweizer Skiverband. Ab 1998 trainierte Späni zwei Jahre lang die Schweizer Nationalmannschaft in der Nordischen Kombination. Später leitete er 15 Jahre lang das betriebliche Gesundheitsmanagement von Credit Suisse. Anschliessend absolvierte er eine Ausbildung zum zertifizierten Schulleiter. Er war ab 2018 Rektor einer Schule in Menziker, war zudem Schulleiter an der Fachhochschule Nordwestschweiz und von August 2021 bis Juli 2023 leitete er die Schule in Ehrendingen. Seit dem Schuljahr 2023/24 ist er Schulleiter in Jonen.

## Privates
Spänis Vater war der Opernsänger Paul Späni, seine Mutter war Balletttänzerin. Er wuchs mit zwei Schwestern in Winterthur auf. Regula Späni (* 1965) ist eine Schweizer Sportmoderatorin und Redaktorin. Seine jüngerer Schwester Sabine ist Berufsmusikerin und Querflöten-Lehrerin. Späni ist verheiratet und Vater von Zwillingen.

## Statistik

### Weltcup-Platzierungen
| Saison  | Platz | Punkte |
| ------- | ----- | ------ |
| 1986/87 | 37.   | 03     |

### Europacup-Platzierungen
| Saison  | Platz | Punkte |
| ------- | ----- | ------ |
| 1990/91 | 37.   | 08     |